# زهور تحترق (فلم)
زهور تحترق هو فيلم بحريني تأليف وأخراج محمد أبراهيم محمد وبطولة: إبراهيم البيراوي، بروين أمان الله، عادل شمس، لمياء الشويخ، نيكول مقصود(هي المنتج أيضا للفيلم)، يحيى عبدالرسول ويحكي الفيلم عن نوافد صغيرة لعوالم مجهولة تلونت بألوان الأحذية السوداء.
وهذا قد حصد الفيلم جائزة أفضل فيلم قصير في مهرجان الشرق الأوسط السينمائي قسم أفلام من الإمارات .. كما حصد بطل الفيلم إبراهيم البيراوي جائزة أفضل ممثل في المهرجان .. وعرض الفيلم في مهرجان القدس السينمائي ..
وقد تم اختيار هذا الفلم من ضمن 37 فلم خليجي والتي هي من اصل 142

## وصلات خارجية
- مقالات تستعمل روابط فنية بلا صلة مع ويكي بيانات